# Universidade Duquesne
A Universidade Duquesne do Espírito Santo (em inglês Duquesne University of the Holy Spirit) ou Universidade Duquesne, como é conhecida popularmente, é uma universidade privada católica, dirigida pelos Espiritanos. Está localizada em Pittsburgh, Pensilvânia, Estados Unidos.

## História
Foi fundada em 1 de outubro de 1878 pela Congregação do Espírito Santo como Faculdade Católica do Espírito Santo, mudando seu nome para o atual em 27 de maio de 1911. As aulas começaram a ser transmitidas em um apartamento alugado acima de uma padaria na Avenida Wylie, no centro de Pittsburgh. A escola colocou o ensino universitário acessível aos filhos de trabalhadores imigrantes com poucos recursos. Duquesne foi uma das primeiras universidades a matricular mulheres e minorias étnicas. A universidade também é conhecida por ali ter-se dado inicio ao maior movimento católico pós Concilio Vaticano II denominado Renovação Carismática Católica.

## Campus
A universidade ocupa 47 hectares na parte alta de Pittsburgh.